# 도개초등학교
도개초등학교는 대한민국 경상북도 구미시 도개면 궁기리에 있는 초등학교이다.

## 학교 연혁
- 1930년 9월 10일 도개공립보통학교 개교
- 1938년 4월 1일 교명 변경 (도개공립심상소학교)
- 1941년 4월 1일 교명 변경 (도개공립국민학교)
- 1982년 3월 5일 병설유치원 개원
- 1996년 3월 1일 도개초등학교로 교명 개칭
- 1998년 3월 1일 송도초등학교, 동산초등학교 통폐합
- 2023년 1월 5일 제90회 졸업식(졸업생 4467명)
- 2023년 3월 1일 초등 5학급, 유치원 1학급
- 2023년 9월 1일 제38대 김영옥 교장 부임

## 학교 상징 및 교명 유래
- '도개'(桃開)란 지명은 겨울철 혹한 속에서 복숭아 꽃이 만개 하였다는 전설에 의하여 생겼다고 한다.
- 교화 - 장미 : 크기 : 30~120cm, 꽃색깔 : 빨간색, 노랑색, 흰색, 보라색, 분홍색 장미는 온대성의 상록관목으로 햇빛을 좋아하는 식물이다. 적정생육온도는 구간 24~27℃이고 야간온도 15~18℃이다. 30℃이상이면 꽃이 작아지고 꽃잎수가 줄어들어 퇴색하고 잎이 작아지며 엽색이 진해진다. 사계성 장미는 최저온도 18℃ 유지 시 연중 개화한다. 자연재배에서는 5월에 꽃이 가장 아름답게 핀다.
- 교목 - 왕버들 : 크기 : 20m, 개화시기 : 4월 ,개화계절 : 봄 열매: 5월에 여윈열매로 익고, 계란모양이다. 꽃은 꽃대와 꽃싼잎에 털이 밀생하고, 꿀샘이 2개 있으며, 수꽃은 2cm 이하로 짧다. 본교 운동장 가운데에 자리하고 있다.

## 참고 자료
- 도개초등학교 - 한국교육학술정보원 학교알리미